# هامبوري توت

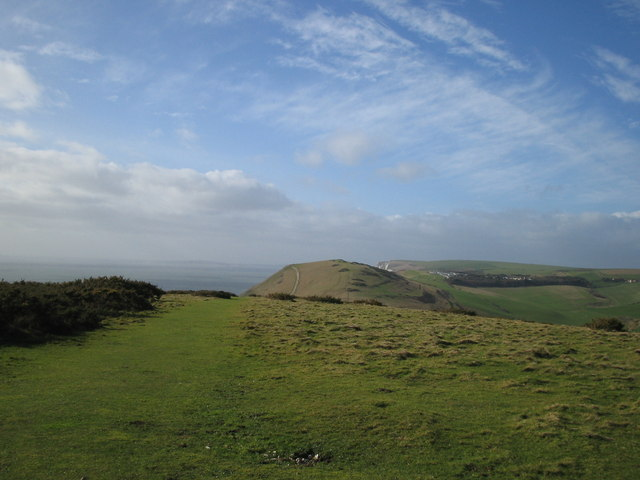
هامبوري توت من التلال المطلة على شرم لولورث

هامبري توت هو تل طباشيري كبير يقع على الساحل بالقرب من لولورث، دورست، إنجلترا. يطل على شرم لولورث غربًا. وهامبري توت هي موقع تل دفن قديم.